# Pyramica orchibia
Pyramica orchibia är en myrart som först beskrevs av Brown 1953.  Pyramica orchibia ingår i släktet Pyramica och familjen myror. Inga underarter finns listade i Catalogue of Life.